# Stara Synagoga w Legnicy
Stara Synagoga w Legnicy – dom modlitwy znajdujący się w Legnicy, najprawdopodobniej w prywatnym domu lub kamienicy.
Synagoga została założona w 1812 roku, zaraz po odrodzeniu się legnickiej gminy żydowskiej. Synagoga była czynna do czasu uroczystego otwarcia nowej w 1847 roku.